# Paul Mascart
Pour les articles homonymes, voir Mascart.
Paul Mascart est un peintre français de l'École de Rouen, né le 18 avril 1874 à Condé-sur-l'Escaut (Nord) et mort le 18 novembre 1958 à Paris.

## Biographie
Engagé volontaire au 12e régiment de chasseurs à cheval puis au 6e régiment de chasseurs à cheval, Paul Mascart s'installe à Rouen en 1899. Amoureux de la région, il décide de s’y fixer. Il obtient un poste aux douanes et occupe son temps libre à la peinture. Élève de l'École des beaux-arts de Rouen, il fonde en 1906 avec son ami peintre Marcel Delaunay la Société des artistes rouennais. Très lié avec Albert Lebourg, il expose à ses débuts au Salon de la Société nationale des beaux-arts puis au Salon des indépendants et au Salon des Tuileries.
« Très sensible à la lumière argentée de Duclair », sur les bords de la Seine, il y emménage en 1908. Cette même année, il expose 32 toiles à la galerie Legrip à Rouen. En 1911, il reçoit le prix Pellecat de l'Académie des sciences, belles-lettres et arts de Rouen.

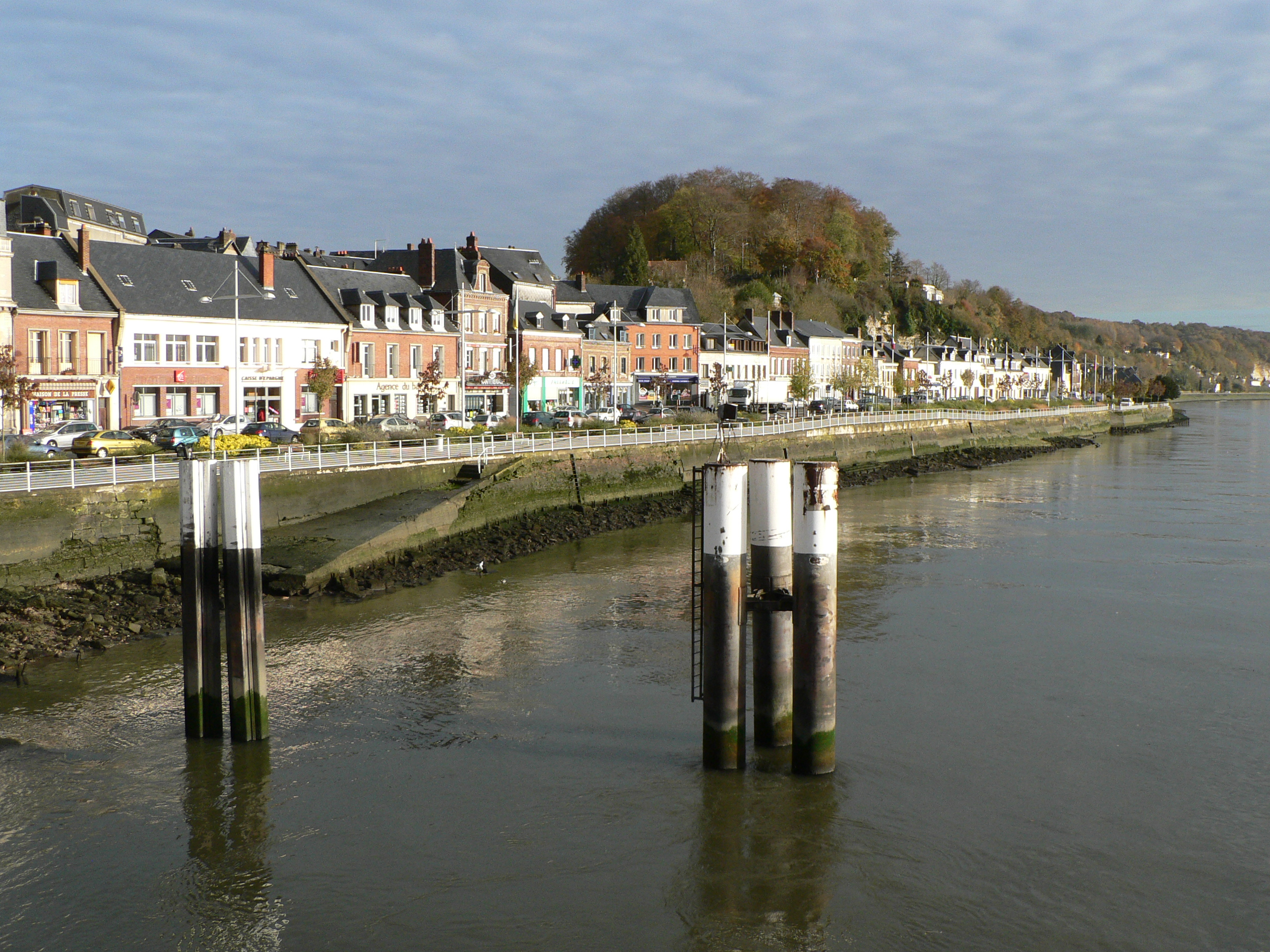
Duclair

En 1929, il est muté à Nouméa comme responsable des douanes, il y peint un grand nombre d’œuvres exposées à l’exposition coloniale de 1931 et à l'exposition internationale de Paris en 1937. Son fils Roland et lui, en tant que photographes, laissent également de cette époque des documents qui, aujourd'hui conservés par la médiathèque du centre culturel Tjibaou, sont perçus comme constituant une réelle iconographie patrimoniale.
En 1935, il rentre en France et établit son atelier à Paris dans le quartier Montmartre, il prend sa retraite en 1936 mais reprend du service aux douanes durant la guerre. En 1952, il séjourne plusieurs mois à la Martinique, ce voyage sera très fructueux sur le plan pictural.
Il est régulièrement exposé depuis son décès dans le cadre de rétrospectives sur l’École de Rouen qui valorisent sa période normande. 
Son fils, Roland Mascart (1909-1988), fut également peintre. Vivant à la cité Montmartre-aux-artistes, au no 189 rue Ordener à Paris, il est retourné à Nouméa en 1977 afin d'y organiser une exposition rétrospective des œuvres de son père.

## Expositions

### Expositions personnelles (ou avec Roland Mascart)
- Galerie Legrip, Rouen, 1908[6], avril 1937 (Paysages de Nouvelle-Calédonie')[7].
- Hôtel des ventes de Rouen (Philippe Fournier, commissaire-priseur), ventes de l'atelier Paul Mascart, 14 octobre 1979[8], 7 décembre 1980[9].
- Musée national des Douanes, Bordeaux, septembre-novembre 1986.
- Paul Mascart (1874-1958), Roland Mascart (1909-1988), dans la lumière : un autre regard sur la Nouvelle-Calédonie des années 1930, centre culturel Tjibaou et château Hagen, Nouméa, octobre 2011 - janvier 2012[10].
- Albums Mascart (1929-1935) - Escapades photographiques en Nouvelle-Calédonie, médiathèque du centre culturel Tjibaou, Nouméa, décembre 2014 - mai 2015[5].
- Paul et Roland Mascart, la Nouvelle-Calédonie dans les années 1930, musée du Quai Branly - Jacques-Chirac, juin-septembre 2016[11].

### Expositions collectives
- Exposition de la Société normande de peinture, Rouen, 1913, 1914[7].
- Salon de la Société nationale des beaux-arts, Paris, 1919, 1922, 1923[12], 1941, 1942, 1944, 1946[7].
- Salon des artistes rouennais, Rouen, 1923, 1924, 1937 ; Paris, Le Touquet, Lille et Rouen, 1939 ; Rouen, 1956, 1957, 1958[7].
- Salon d'Automne, Paris, 1935, 1937, 1938[7].
- Salon des indépendants, Paris, à partir de 1937.
- Exposition au profit des mobilisés de la Martinique, de la Guadeloupe, de Madagascar et du Pacifique austral, galerie Schoeller, Paris, 1940[7].
- Salon de la Marine, Paris, 1944[7].
- Les arts de la paix dans l'empire colonial français, Galeries Lafayette, décembre 1945 - janvier 1946[13].
- Salon des Tuileries, Paris, 1946.
- Sortie de réserve, musée national des Douanes, Bordeaux, avril-septembre 2013[14].
- Exposition d'hiver, galerie Bertran, Rouen, 2016-2017[15].
- Passion des collectionneurs, maison Higginson, Nouméa, janvier-avril 2018[16],[17].
- Nostalgie, galerie Le Chevalet d'art, Nouméa, avril-mai 2018.
- Peintures des lointains - La collection du musée du quai Branly - Jacques-Chirac, musée du quai Branly - Jacques-Chirac, septembre 2018 - janvier 2019[18].

## Réception critique
- « Cet homme dynamique, sensible, d'une grande fidélité envers ses amis, a montré, en exposant très régulièrement à la Société des artistes rouennais, un attachement constant à Rouen et à la Normandie. Voyageur infatigable, il consacre tous ses loisirs à la peinture, qui révèle une sensibilité aiguë et un authentique tempérament de peintre. » - François Lespinasse[7]

## Œuvres dans les collections publiques

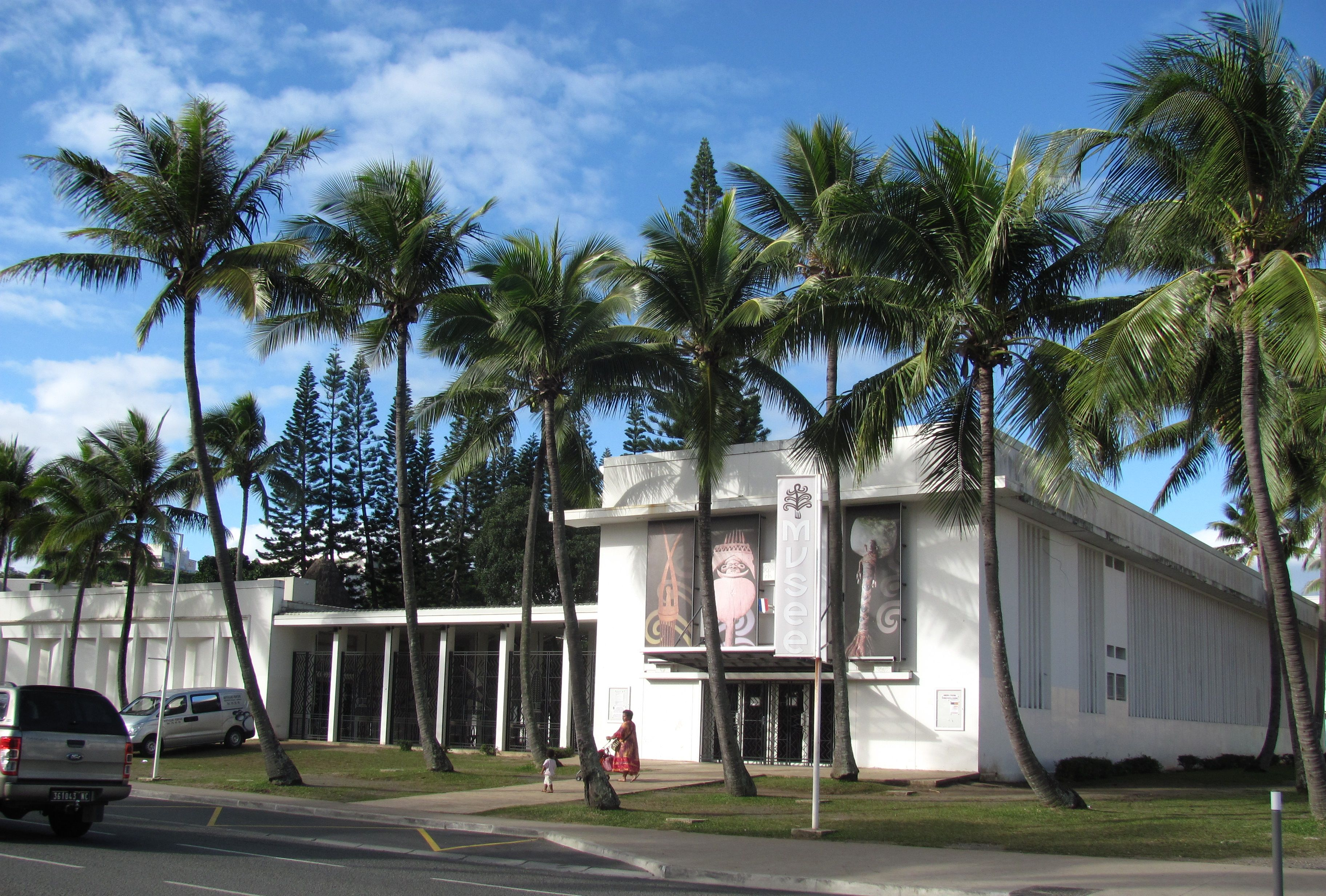
Musée de Nouvelle-Calédonie, Nouméa

- Bordeaux, musée national des Douanes : Transbordeur et port de Rouen, pastel, 1920.
- Boulogne-Billancourt, musée des Années Trente :
  - La Rade de Nouméa ;
  - Monts Koghis à d'Umbéa.
- Fort-de-France, hôtel de préfecture de la Martinique (salle Félix-Éboué) : La Coupe des cannes à sucre, fresque murale[7].
- Nouméa, musée de Nouvelle-Calédonie : Le Bota Méré, Thio, pastel, années 1930[19].
- Paris :
  - Assemblée nationale, Palais Bourbon : Rouen, les ponts.
  - Ministère de l'Agriculture : Paysage de bocages à Pouzauges.
  - Ministère des Affaires étrangères : Vue de l'Anse Vata à Nouméa.
  - Musée du quai Branly - Jacques-Chirac :
    - Tayo de Boude, portrait, pastel, 1925[20] ;
    - Case kanak[21] ;
    - Baie de Plum, en Nouvelle-Calédonie, huile sur toile 50 × 65 cm, vers 1930[22] ;
    - Rade de Nouméa, huile sur toile, 1931 ;
    - Baie des Citrons, en Nouvelle-Calédonie ;
    - Paysage à Nouméa, pastel, 1932[18] ;
    - Wadewi, garçon de Maré (province des îles Loyauté), pastel, 1933[18] ;
    - Mont Koghi, huile sur toile, 1933[18].
- Rouen, hôtel de ville : Le Port de Rouen.

## Hommages

### Voirie
- Une rue de Dumbéa (Nouvelle-Calédonie) porte le nom de l'artiste.

### Philatélie
- La Nouvelle-Calédonie a édité en 1992, dans la série Les peintres du Pacifique, un timbre-poste reproduisant une œuvre de Paul Mascart (poste aérienne, no 287)[23].

### Sources
- Emmanuel Bénézit, Dictionnaire des peintres, sculpteurs, dessinateurs et graveurs, Gründ, 1999.
- Base Joconde, portail des collections des musées de France.
- Agence photographique de la Réunion des musées nationaux et du Grand Palais des Champs-Élysées.